# پایگاه عشایری
پایگاه عشایری، روستایی در دهستان نخلستان بخش مرکزی شهرستان کهنوج در استان کرمان ایران است.

## جمعیت
بر پایه سرشماری عمومی نفوس و مسکن در سال ۱۳۹۵، جمعیت این روستا برابر با ۲۰۰ نفر (۵۲ خانوار) بوده است.